# Golden Set
Golden Set (dansk: gyldet sæt) er et tennis-sæt, der bliver vundet uden at modstanderen vinder et eneste point, dvs. at vinderen vinder 24 bolde i træk. 
Kun fem professionelle tennisspillere er registreret for at have vundet et "golden set";
| Spiller             | Modstander        | Turnering                                                 | Resultat         | Kommentar                       |
| ------------------- | ----------------- | --------------------------------------------------------- | ---------------- | ------------------------------- |
| Pauline Betz        | Catherine Wolf    | Tri-State tournament 1943 i Cincinnati, Ohio              | 6–0, 6–2         | [ 1 ]                           |
| Bill Scanlon        | Marcos Hocevar    | Første runde i WCT Gold Coast Classic 1983 i Delray Beach | 6–2, 6–0         | Rekord i Guinness Rekordbog     |
| Tine Scheuer-Larsen | Mmaphala Letsatle | Fed Cup 1995 Europe/Afrika, gruppe II                     | 6–0, 6–0         | Første sæt var et "golden set". |
| Jaroslava Sjvedova  | Sara Errani       | Wimbledon-mesterskaberne 2012                             | 6–0, 6–4         | [ 3 ]                           |
| Julian Reister      | Tim Pütz          | US Open 2013, kvalifikation                               | 6–7(3), 6–4, 6–0 | [ 4 ]                           |

## Tæt på
I en kamp mod Amy Frazier i 2006, servede Jaroslava Sjvedova foran 5-0 i partier og 40–0, blot et point fra et "golden set", da hun lavede en dobbeltfejl. Sjvedova tabte kampen 6–1, 0–6, 0–6. Seks år senere, i Wimbledon-mesterskaberne 2012, blev hun den første, som vandt et "golden set" i en grand slam-turnering.